# Associazione nazionale cantieri navali privati
L'Associazione nazionale cantieri navali privati, conosciuta anche come ANCANAP, è l’associazione che rappresenta e tutela la cantieristica italiana privata e gruppi armatoriali italiani presenti nel settore navi ad alto contenuto tecnologico.
L'associazione è organizzata in forma di confederazione, con sede a Carrara. Aderisce a Confindustria ed è associata all'Assonave.